# Saint-Pierre-du-Mesnil
Saint-Pierre-du-Mesnil ist eine Ortschaft und eine Commune déléguée in der französischen Gemeinde Mesnil-en-Ouche mit 90 Einwohnern (Stand 1. Januar 2022) im Département Eure in der Region Normandie (vor 2016 Haute-Normandie).

## Geografie
Saint-Pierre-du-Mesnil liegt in Nordfrankreich in der Landschaft Pays d’Ouche am Südwestrand des Départements Eure, 70 Kilometer südöstlich von Le Havre, etwa 18 Kilometer südlich von Bernay, dem Sitz der Unterpräfektur des Arrondissements und etwa 14 Kilometer südwestlich von Beaumesnil auf einer mittleren Höhe von 204 Metern über dem Meeresspiegel.
In Saint-Pierre-du-Mesnil besteht die Gefahr sich plötzlich im Boden bildender metertiefer Löcher. Die sogenannten Marnières sind alte Mergelgruben, die sich zum Beispiel nach starkem Regen öffnen können, wenn die Schuttfüllung in die Seitengänge geschwemmt wird. Durchschnittlich gibt es im Département Eure etwa 15 unterirdische Hohlräume, besonders Mergelgruben und Versickerungsstrecken pro Quadratkilometer. In Saint-Pierre-du-Mesnil gibt es insgesamt dreißig unterirdische Hohlräume, zwei davon sind Mergelgruben.
Der Ort ist einer Klimazone des Typs Cfb (nach Köppen und Geiger) zugeordnet: Warmgemäßigtes Regenklima (C), vollfeucht (f), wärmster Monat unter 22 °C, mindestens vier Monate über 10 °C (b). Es herrscht Seeklima mit gemäßigtem Sommer.

## Geschichte

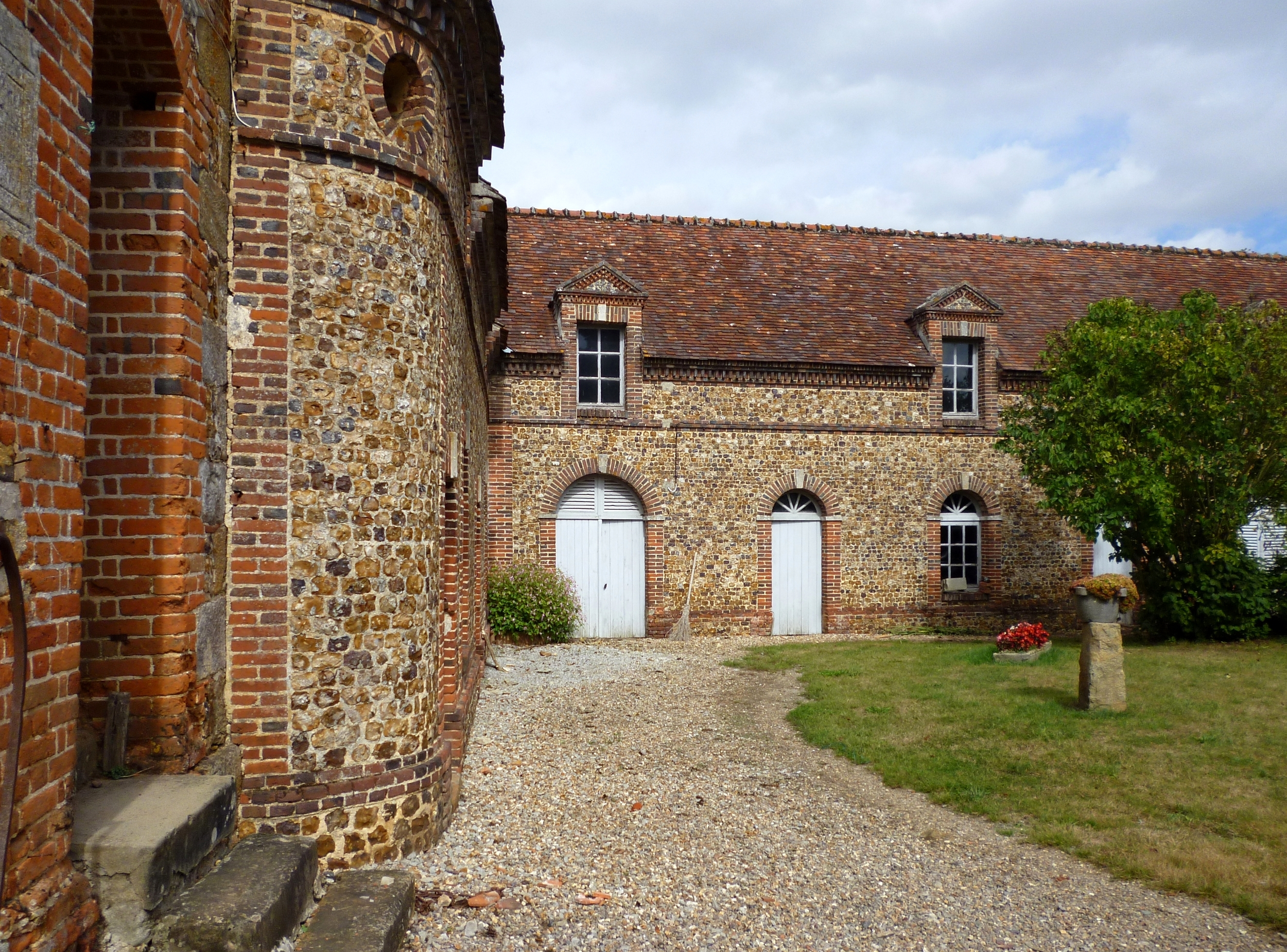
Innenhof am Eingangspavillon der Burg Le Blanc-Buisson

Saint-Pierre-du-Mesnil wurde nach dem Apostel Simon Petrus benannt. Das Dialektwort Mesnil, ‚Haus‘, taucht auch in anderen Gemeindenamen auf. Es wurde vom spätlateinischen Wort mansionile, für ‚kleines Haus‘, abgeleitet. Ältere Namen der ehemaligen Gemeinde lauteten Mesnil-Mauduit und Mesnil-Maudet. Um 1210 wurde Mesnil-Mauduit erstmals urkundlich erwähnt.
Die Burg Le Blanc-Buisson wurde um 1290 in der Regierungszeit Philipps IV. (1285–1314) für die Familie Collinet Le Conte (auch Collinet-Lecomte) errichtet, deren Oberhaupt Connétable von Frankreich im Dienste von Philipp IV. war. 1355 wurde die Burg von dem damaligen Prinz Karl V. (1338–1380) im Zuge des Konflikts mit dem Haus Navarra-Évreux angegriffen und stark beschädigt. Erst 1403 gelang es Guillaume Le Conte, die Gunst des Königs Karl VI. (1368–1422) zurückzugewinnen. Er erhielt das Gelände als Quart-fief de Haubert, etwa ‚gevierteltes Lehen des Ringelpanzers‘. Diese Form der Unterteilung von Lehen war im Feudalismus nur in der Normandie und der Bretagne üblich. Der Besitzer des Lehens wurde automatisch Ritter wenn er das Lehen erbte und 21 Jahre alt war und musste in der ländlichen Armee seines Herrn dienen. Der Ringelpanzer war in diesem Zusammenhang das Symbol des Rittertums. Wenn diese Lehen vererbt wurden, konnten sie in bis zu acht Teile geteilt werden. 1474 gelangte Le Blanc-Buisson durch Heirat in den Besitz der Familie du Merle. Im 16. Jahrhundert wurde die Burg umgebaut und erhielt im Wesentlichen ihr heutiges Aussehen. Die defensiven Anlagen blieben bei dem Umbau erhalten, was der Burg in den Hugenottenkriegen (1562–1598) zugutekam. 1589 wurde Le Blanc-Buisson von dem gegenreformatorischen Rebellen Tanneguy Le Grix angegriffen und geplündert. Im 17. Jahrhundert gelangten die du Merles durch Heirat in den Besitz der Baronie Orbec. 1801 zog die Familie du Merle endgültig nach Orbec um und verkaufte Le Blanc-Buisson.
Außer Mesnil-Mauduit beziehungsweise Saint-Pierre-du-Mesnil und Le Blanc-Buisson gab es ab dem 16. Jahrhundert bis zur Französischen Revolution (1789–1799) noch das Lehen La Bernardière.
1793 erhielt Saint-Pierre-du-Mesnil im Zuge der Französischen Revolution (1789–1799) den Status einer Gemeinde und 1801 durch die Verwaltungsreform unter Napoleon Bonaparte das Recht auf kommunale Selbstverwaltung.
Mit Wirkung vom 1. Januar 2016 wurden sechzehn zuvor selbstständige Gemeinden aus dem ehemaligen Kanton Beaumesnil zu einer Commune nouvelle mit dem Namen Mesnil-en-Ouche zusammengelegt. Es waren dies: Ajou, La Barre-en-Ouche, Beaumesnil, Bosc-Renoult-en-Ouche, Épinay, Gisay-la-Coudre, Gouttières, Granchain, Jonquerets-de-Livet, Landepéreuse, La Roussière, Saint-Aubin-des-Hayes, Saint-Aubin-le-Guichard, Sainte-Marguerite-en-Ouche, Saint-Pierre-du-Mesnil und Thevray. Die Gemeinde Saint-Pierre-du-Mesnil gehörte zum Arrondissement Bernay und zum Kanton Bernay.

### Bevölkerungsentwicklung
| Jahr      | 1793 | 1821 | 1836 | 1846 | 1886 | 1921 | 1962 | 1975 | 1982 | 1999 | 2011 |
| --------- | ---- | ---- | ---- | ---- | ---- | ---- | ---- | ---- | ---- | ---- | ---- |
| Einwohner | 429  | 497  | 336  | 288  | 189  | 152  | 130  | 115  | 89   | 86   | 107  |

## Sehenswürdigkeiten

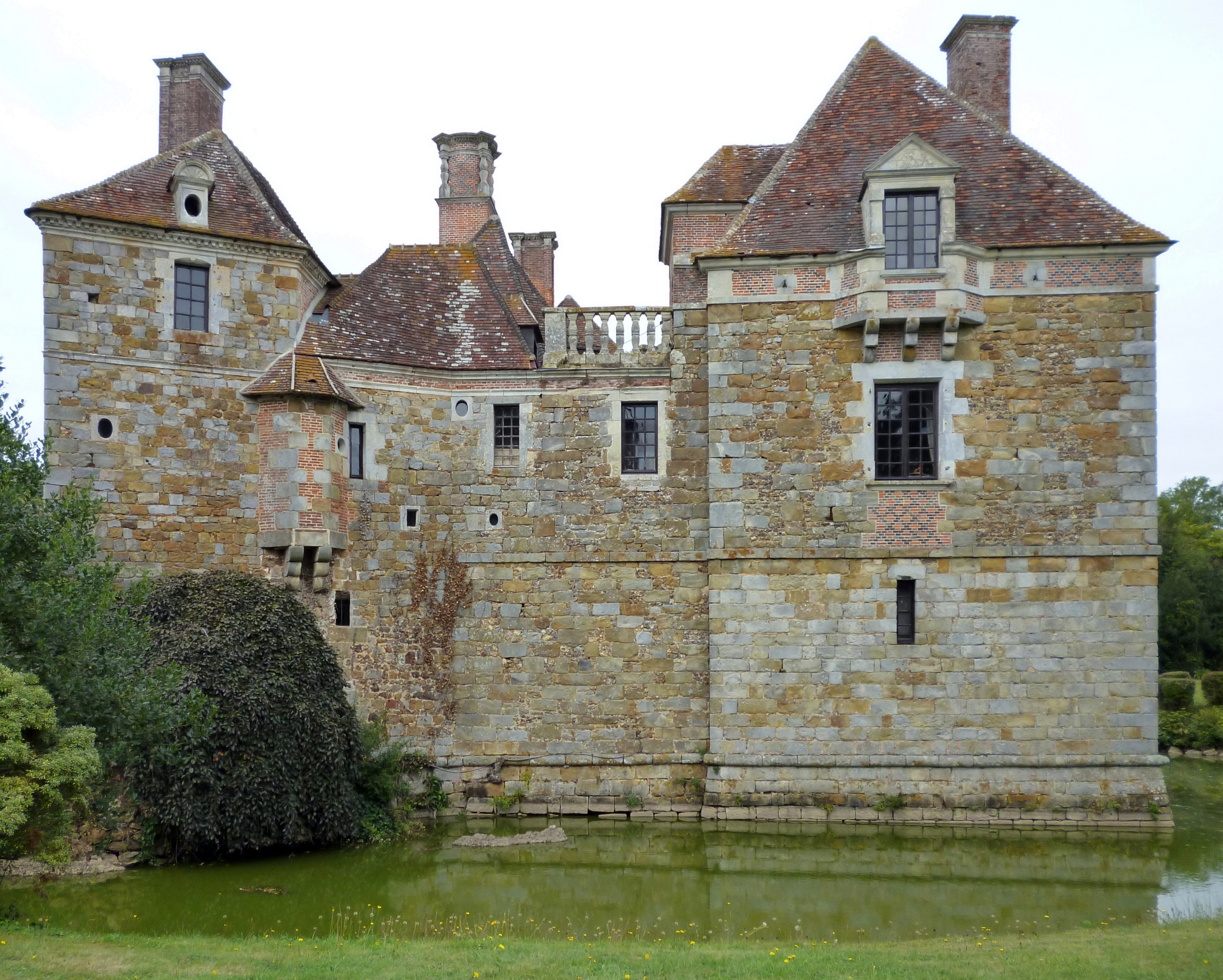
Die Burg Le Blanc-Buisson, Rückseite mit Wassergraben

Saint-Pierre-du-Mesnil gehört zur römisch-katholischen Gemeinschaft Communauté de Risle en Ouche, die Teil der Pfarrei Lieuvin Sud et Pays d’Ouche des Bistums Évreux ist.

### Weltliche Architektur
Im Weiler Le Bois-Goult steht ein Herrenhaus aus dem 17. Jahrhundert. Das Pfarrhaus wurde 1745 errichtet. In der Mairie aus dem 19. Jahrhundert ist zugleich die Schule untergebracht. Insgesamt sind von 52 vom 17. bis 19. Jahrhundert erbauten Häusern und Bauernhöfen noch 21 erhalten.

#### Die Burg Le Blanc-Buisson
Um 1403 wurde die Burg Le Blanc-Buisson als Festes Haus mit Zugbrücke beschrieben. Sie wurde im 16. und im 18. Jahrhundert umgebaut, dabei blieben aber einige gotische Elemente erhalten. Die Grundfläche der Burg ist ein Fünfeck. Die Wehrmauern sind mit Schießscharten bestückt. An den Ecken sind die Mauern durch kleine Runde Türme verstärkt. Die Burg ist von einem Burggraben umgeben, und nur über zwei Zugbrücken zugänglich. Der Eingangspavillon besteht aus einem Mauerwerksverband von Feuersteinen mit Bögen aus Mauerziegeln. Das Erdgeschoss des L-förmigen Hauptgebäudes besteht aus Sandstein, im ersten Stock bestehen die Mauern zwischen den Fenstern aus roten und schwarzen, rautenförmig angeordneten Backsteinen. An das Hauptgebäude schließt ein Donjon an, der nur über eine enge Treppe betreten werden kann. Der Donjon ist mit fünf Scharwachtürmen bestückt. Die historische Küche mit ihrem großen Kamin ist erhalten geblieben. Der eigentliche Charme von Le Blanc-Buisson besteht im Mangel an Symmetrie. Die Farben sind nicht aufeinander abgestimmt und es wurden verschiedene Baumaterialien verwendet. Das Dach ist mit flachen Dachziegeln gedeckt. Der älteste erhaltene Schornstein ist zylinderförmig und von vier Balustern umgeben. Le Blanc-Buisson befindet sich im Privatbesitz. Der Burggraben, die Stallungen, der Park und das Dach wurden 1949 und 1952 in das Zusatzverzeichnis der Monuments historiques (‚historische Denkmale‘) eingetragen.
In der Burg finden mehrmals im Jahr kulturelle Veranstaltungen statt.

### Religiöse Bauwerke

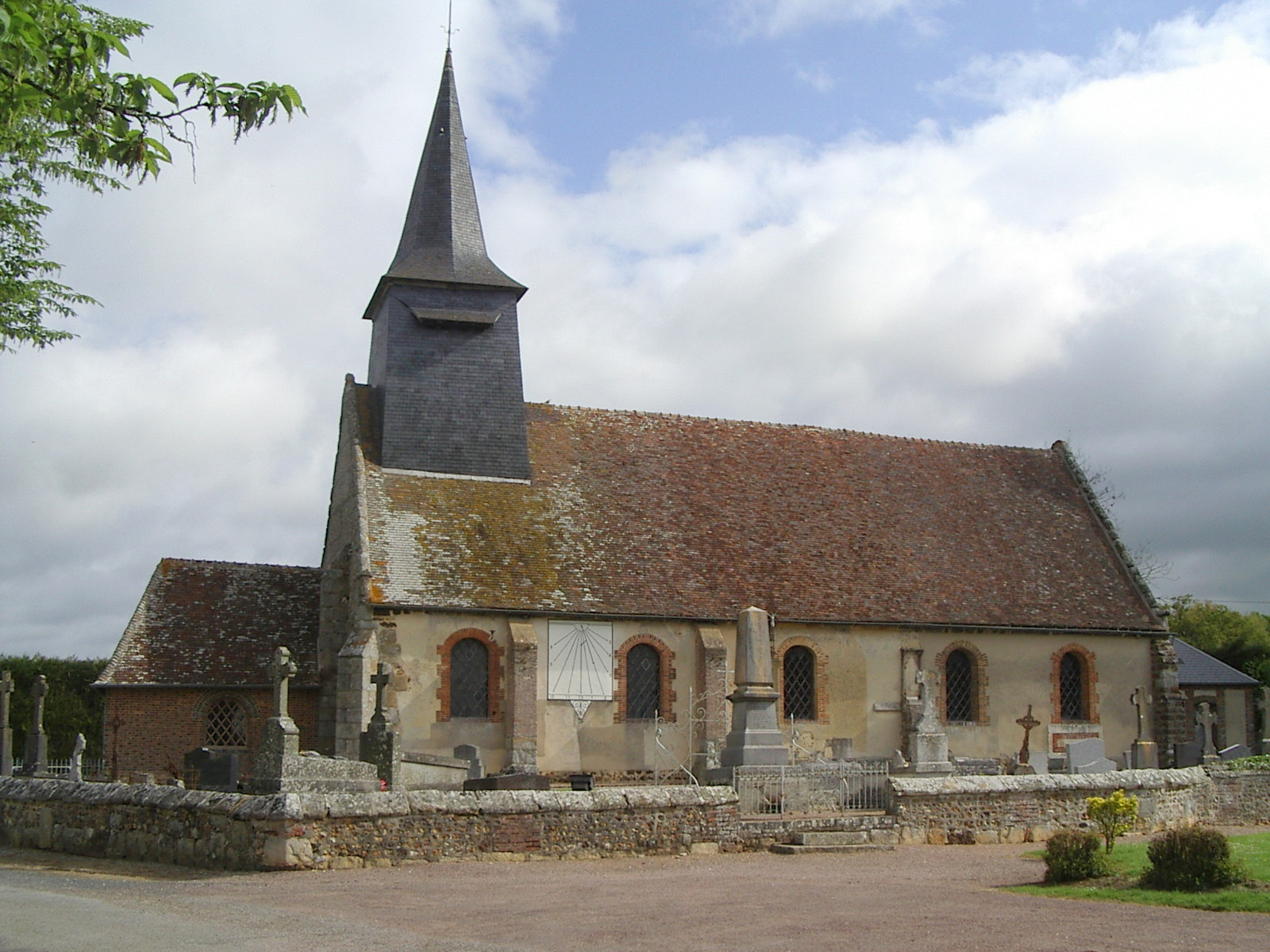
Die Kirche Saint-Pierre

Die Kapelle Saint-Clair-et-sainte-Catherine im Ortsteil Mesnil wurde im 13. Jahrhundert errichtet. Das Dach stammt aus dem 18. Jahrhundert.
Die Pfarrkirche Saint-Pierre wurde im 13. Jahrhundert errichtet. Schutzpatron der Kirche ist Simon Petrus. Die Fassade wurde im 15. Jahrhundert erneuert. Im 18. Jahrhundert wurden Umbauten durchgeführt und die Fenster vergrößert. Sakristei und Portalvorbau wurden in der 2. Hälfte des 19. Jahrhunderts gebaut. Das Kirchenpatronat hatte der Seigneur des Lehens La Salle inne. Das älteste erhaltene Kunstwerk in der Kirche ist eine steinerne Statue des Simon Petrus aus dem 16. Jahrhundert. Das Taufbecken stammt aus dem 17. Jahrhundert. In der Kirche gibt es noch diverse Textilien der Confrérie de charité von Saint-Pierre-du-Mesnil. Diese Gegenstände stammen aus dem 19. Jahrhundert.

## Wirtschaft und Infrastruktur
Der nächstgelegene Bahnhof steht in Bernay und ist 17 Kilometer entfernt. Der nächste Flughafen ist der 57 Kilometer entfernt liegende Flughafen Deauville in Saint-Gatien-des-Bois.
Auf dem Gemeindegebiet gelten kontrollierte Herkunftsbezeichnungen (AOC) für Camembert de Normandie, Calvados und Pommeau de Normandie sowie geschützte geographische Angaben (IGP) für Schweinefleisch (Porc de Normandie), Geflügel (Volailles de Normandie) und Cidre (Cidre de Normandie und Cidre normand).

## Persönlichkeiten
- Jean de La Varende (1887–1959), Schriftsteller, Literaturkritiker und Maler, wurde im nahen Chamblac geboren und schrieb in seinen Romanen unter anderem über die Burg Le Blanc-Buisson. Er nannte sie la fôret claire, ‚der helle Wald‘.[8]